# 神戸市立唐櫃中学校
神戸市立唐櫃中学校（こうべしりつ からとちゅうがっこう）は、兵庫県神戸市北区にある公立中学校。

## 沿革
- 1980年 - 神戸市立有馬中学校から分離し、開校

## 部活動

### 運動部
- 陸上競技部
- 男子ソフトテニス部
- 女子卓球部
- 女子バレーボール部

### 文化部
- 吹奏楽部
- 総合文化部

## 制服
- 男子
  - 冬服は標準的な学生服上下である。
  - 夏服はカッターシャツ、スラックスである。
- 女子　
  - 冬服はブレザー、ベスト、カッターシャツ、吊りスカートである。
  - 夏服はカッターシャツ、吊りスカートである。

## 卒業生
- 昌子源
- 渡辺大知
- 中田青渚

## 周辺の施設
- 神戸電鉄 神鉄六甲駅・唐櫃台駅
- 神戸市立唐櫃小学校
- 兵庫県立神戸北高等学校

## 周辺の道路
- 六甲北有料道路唐櫃インターチェンジ
- 兵庫県道15号神戸三田線（有馬街道）

## 通学区域が隣接している学校
- 神戸市立山田中学校
- 神戸市立大池中学校
- 神戸市立義務教育学校八多学園
- 神戸市立有野中学校
- 神戸市立有馬中学校
- 神戸市立鷹匠中学校